# 唐の高句麗出兵
唐の高句麗出兵（とうのこうくりしゅっぺい）は、644年から668年まで計3次にわたって行われた、唐による高句麗への侵攻である。攻められた高句麗軍は最初の十数年は善戦し、淵蓋蘇文などの活躍により太宗による唐の第一次高句麗出兵を阻んだ。663年に百済が滅亡すると、唐は新羅軍と連合して大軍で高句麗を腹背から攻めた。内紛と離反で弱体化していた高句麗は、王都平壌が攻略されて滅亡した。
唐の高句麗出兵は三国時代の終わりを位置づけ、朝鮮半島は統一新羅の時代となった。また、この戦いで手に入れた領土を巡る唐・新羅戦争を引き起こした。

## 第1次侵攻（644–645年）
642年に高句麗では、対唐強硬派の淵蓋蘇文がクーデターを起こし、融和派の栄留王を殺して甥の宝蔵王を擁立した。唐はその懲罰を名目に644年11月に高句麗への侵攻を開始し、645年2月には太宗が親征する大規模な戦争となった。唐は水路と陸路の二面作戦をとった。張亮率いる水軍は高句麗の卑沙城を落したものの、その救援に向った高句麗水軍に大敗した。営州に集結した陸路の主力軍は、李勣を総司令官とし、尉遅敬徳・長孫無忌・薛仁貴・劉弘基・張倹・李道宗・契苾何力・閻立徳らが各隊を率い、これに契丹・奚からの援軍も伴って、高句麗領内に一気に攻め入った。緒戦では高句麗の城塞である蓋牟城・白巌城・遼東城を落し、さらに安市城（現在の遼寧省鞍山市海城市）を包囲した（安市城包囲戦）。高句麗の高延寿と高恵真が靺鞨の援軍とともに安市城救援に向かうと、駐蹕山で両軍が衝突する大規模な会戦となったが、結局唐軍が勝利した。高延寿と高恵真は唐に降伏して官位を与えられている。しかし安市城を守る楊万春は降伏を拒否し徹底抗戦を続けた。唐軍は高く強固な城壁に守られた安市城に手こずり、これを攻撃するため土山を築いたところ、これが崩壊して士卒に大きな被害を出し、結局この作戦は失敗に終わった。さらに唐軍は、新城と建安城の攻略にも失敗した。そうした中で鉄勒が唐に侵入したとの知らせを受けた太宗は、これから冬になると兵糧補給が困難になることもあり、これ以上の継戦は困難と判断したため、同年9月には退却を開始し、荒天や厳寒による被害を被りつつ撤退に成功した。

## 第2次侵攻（661年）
649年に太宗が崩じると、唐は戦略を長期消耗戦に転換し、小規模の攻撃を継続して高句麗を疲弊させた。また高句麗と敵対する新羅を冊封し、661年に百済の役で高句麗の同盟国の百済を滅ぼして、高句麗を攻撃する態勢を固めた。同年、唐の高宗と武則天は、蘇定方・契苾何力・龐孝泰・程名振らに兵を率いさせ高句麗に侵攻させた。契苾何力は鴨緑江で淵蓋蘇文の長男の淵男生を破った。唐軍は平壌城を包囲したが、淵蓋蘇文が蛇水の戦いで龐孝泰の軍を破り龐孝泰を敗死させた。残る唐軍も補給が続かない状況のため撤退した。

## 第3次侵攻（667–668年）
666年に淵蓋蘇文が死ぬと、淵男生が後を継いだが、弟の淵男建・淵男産との間に内紛が生じ、淵男生は唐に投降してしまった。この機に乗じて、唐軍は淵男生を先頭にして、李勣などが高句麗に侵攻した。淵蓋蘇文の弟の淵浄土は新羅に投降した。668年には、唐軍により首都の平壌城が落ち、ここに高句麗は滅亡した。

## 評価
中国史料『冊府元亀』は、唐の高句麗出兵について、「遼東は古来中国のもの」「今や中国はほぼ統一され、残るはこの1カ所のみ（今九瀛大定，唯此一隅）」という太宗の言葉を記している。
北朝鮮のチョン・ヨンギュル（전영률）は唐と新羅が百済と高句麗を滅ぼしたが、高句麗の故地には遺民たちが渤海を建国しており、朝鮮を初めて統一したのは新羅ではなく、高麗であるとしている